# Santa Maria do Bouro
Santa Maria do Bouro is een plaats (freguesia) in de Portugese gemeente Amares en telt 909 inwoners (2001).

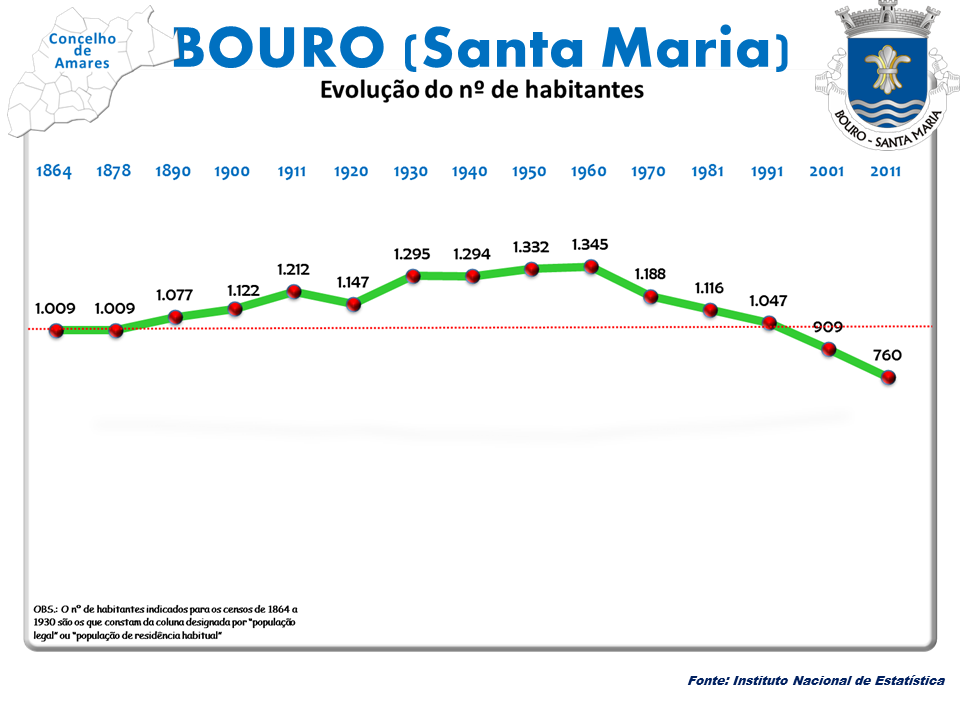
Bevolkingsontwikkeling tussen 1864 en 2011